# Крючков, Геннадий Константинович
Генна́дий Константи́нович Крючко́в (20 октября 1926, Сталинград — 15 июля 2007, Тула) — председатель Международного союза церквей евангельских христиан-баптистов, ответственный редактор духовно-назидательного журнала «Вестник истины». По оценке британской газеты The Independent, «один из наиболее выдающихся религиозных лидеров Советского Союза в постсталинскую эпоху».

## Биография
Геннадий Константинович Крючков родился 20 октября 1926 года в Сталинграде в семье баптистов.
В 1943—1951 годы служил в Советской армии. После демобилизации работал электриком на шахте в Узловой.
В 1951 году крестился и женился на сестре по вере Лидии Васильевне Доможировой. Начал проповедовать, вскоре был избран руководителем хора, диаконом.
В 1955 году официальный Всесоюзный совет евангельских христиан-баптистов предлагал Г. К. Крючкову получить богословское образование в Англии, но тот отказался сотрудничать с чиновниками Совета по делам религий. В 1960 году он был рукоположен в сан баптистского пресвитера служителями Дедовской незарегистрированной церкви ЕХБ, однако уже в следующем году попал в трудное положение, присоединившись к движению протеста против новых и более строгих правил, установленных для церковных общин. В начале 1960-х стал, наряду с А. Ф. Прокофьевым и другими, одним из лидеров движения инициативников.
В 1962 году был избран председателем Совета церквей евангельских христиан-баптистов, предшествующего организации, после ареста её руководителя, пастора Алексея Прокофьева. Вместе с генеральным секретарём Совета Г. П. Винсом активно занимался управленческой деятельностью. В 1961 году он и Винс встречались с Анастасом Микояном в Верховном Совете Советского Союза в Москве, стремясь поддержать реформы. Совет Церквей был формально учреждён как подпольное учреждение в 1965 году.
После акции протеста у здания ЦК КПСС в Москве 16 мая 1966 года Крючков и Винс были арестованы 30 мая. 30 ноября 1966 года Московским городским судом по ст. 142 УК РСФСР приговорён к 3 годам ИТК.
С августа 1970 года, после освобождения, почти 20 лет находился на нелегальном положении. Его штаб-квартира была в Вентспилсе, в доме пресвитера местной церкви ВСЕХБ. Жил отдельно от семьи, общался с узким кругом приближённых. Заседания Совета проводились 1-2 раза в год на квартире Г. К. Крючкова. На каждого члена Совета Г. К. Крючков на основе наблюдений составлял досье, подозреваемые в нелояльности (проявлявшие свободомыслие, не согласные с Крючковым, критикующие СЦ ЕХБ) выводились из состава руководства и отстранялись от различных мероприятий. В то же время в церквях Г. К. Крючков пользовался непререкаемым авторитетом. В 1970-е годы после ареста и депортации в США секретаря СЦ Г. П. Винса стал единоличным руководителем СЦ ЕХБ, сформировался своеобразный «культ личности» Г. К. Крючкова.
Г. К. Крючков, продолжая свою миссионерскую деятельность и руководство Советом до последнего дня своей жизни, способствовал развитию журнала «Вестник истины».
До 1990 года милиция и КГБ вели за Крючковым настоящую охоту, в общественных местах размещались плакаты с объявлением о его розыске. Несмотря на то, что он редко виделся со своей женой и семьёй, находившимися под постоянным наблюдением, у него и его супруги было девять детей.
Появился на публике во время ежегодного съезда Совета в Ростове-на-Дону в июле 1989 года, следуя реформам гласности и перестройки, инициированным Михаилом Горбачевым. С 1990-х годов Г. К. Крючков участвовал в работе христианских конференций, часто бывал за границей. СЦ ЕХБ под его руководством сохранял непримиримую позицию по отношению к ВСЕХБ, а затем к преемнику ВСЕХБ — РС ЕХБ.
Его жена умерла раньше него в 2007 году. Умер в Туле 15 июля 2007 года.

### Семья
Отец — Константин Павлович Крючков. Был руководителем хора в Московской общине евангельских христиан; в 1929 году был осуждён на три года, после чего выслан в Донбасс, затем — на станцию Узловая; работал шахтёром. В 1955 году вернулся в Москву, женился во второй раз. В 1961 году примкнул к движению инициативников.
В
Мать — Александра Евдокимовна (? — 1955).
Жена — Лидия Васильевна Доможирова; девять детей.